# Catantops magnicercus
Catantops magnicercus är en insektsart som beskrevs av Boris Petrovich Uvarov 1953. Catantops magnicercus ingår i släktet Catantops och familjen gräshoppor. Inga underarter finns listade i Catalogue of Life.